# Jens Rohwer (Komponist)
Jens Jürgen Rohwer (* 6. Juli 1914 in Neumünster; † 4. Juni 1994 in Lübeck) war ein deutscher Komponist, Musikpädagoge, Musikwissenschaftler und Autor.

## Familie
Jens Rohwer war ein Sohn von Charlotte und Klaus Johann Heinrich Rohwer. Die Familie war musikliebend und künstlerisch interessiert, der Vater spielte Klavier und Cello.
Jens Jürgen Rohwer heiratete am 30. September 1944 in Neumünster die vier Jahre jüngere Gabriele Carry Zimmermann (1918–1998), mit der er sechs Kinder bekam, drei Töchter und drei Söhne, darunter Anna Wenka Rohwer (* 1945), der spätere Sozialwissenschaftler und Hochschulprofessor Götz Raimund Rohwer (* 28. März 1947 in Neumünster; † 16. März 2021 in Hamburg), der spätere Violinist im WDR-Sinfonieorchester, Ludwig Friedemann Rohwer (* 23. März 1949 in Neumünster; † 15. Juni 2024 in Köln), der spätere Minister, Volkswirtschaftler und Hochschulprofessor Claus Bernd Heinrich Rohwer (* 1951) und Katharina Charlotte Rohwer (* 1956).

## Leben

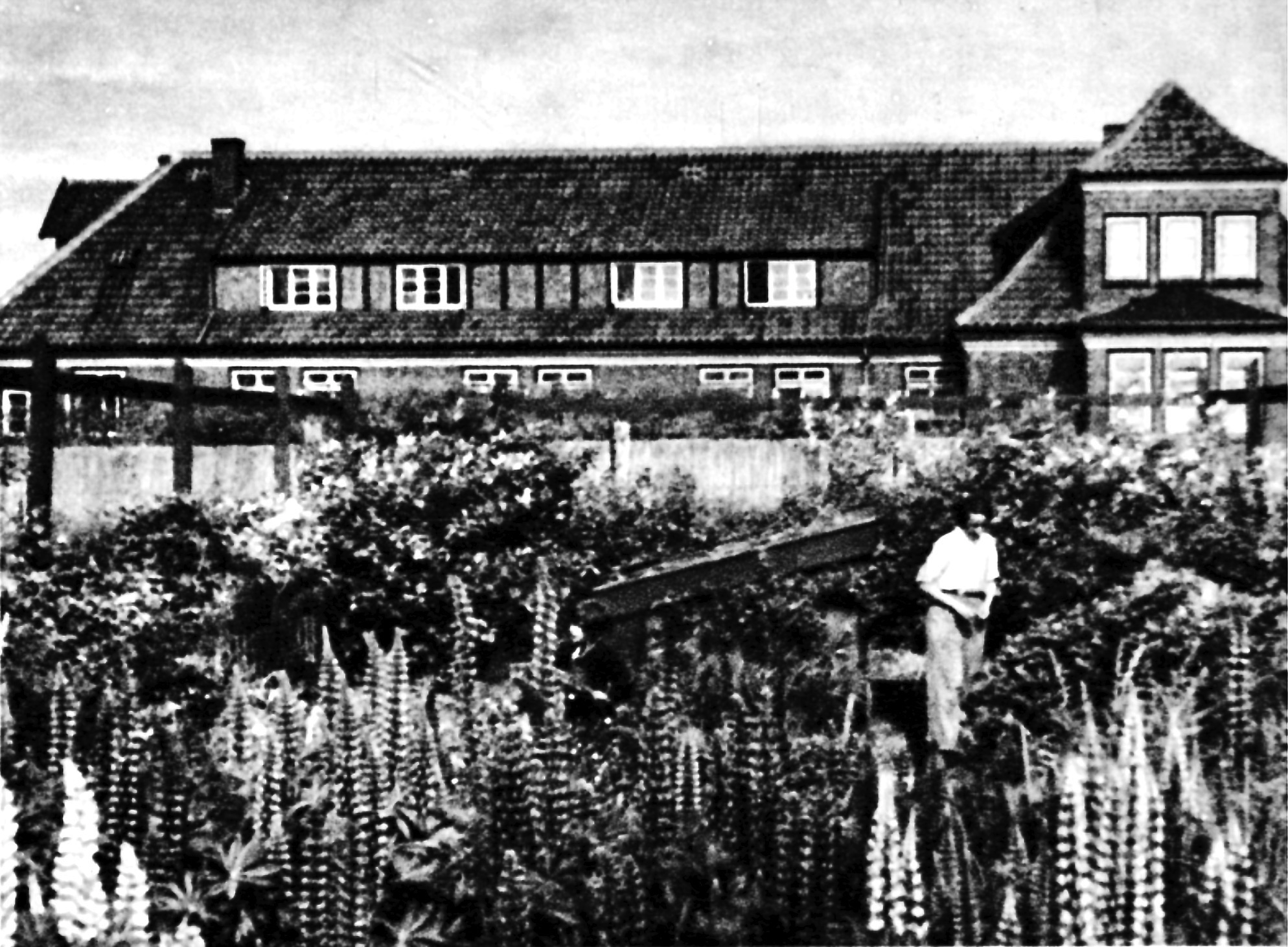
Im Erdgeschoss des Wohngebäudes Arche (5. Fenster von links) mit Blick auf den Botanischen Garten (Lehrgarten) der Schule am Meer auf Juist lebte Jens Rohwer zwischen 1930 und 1933

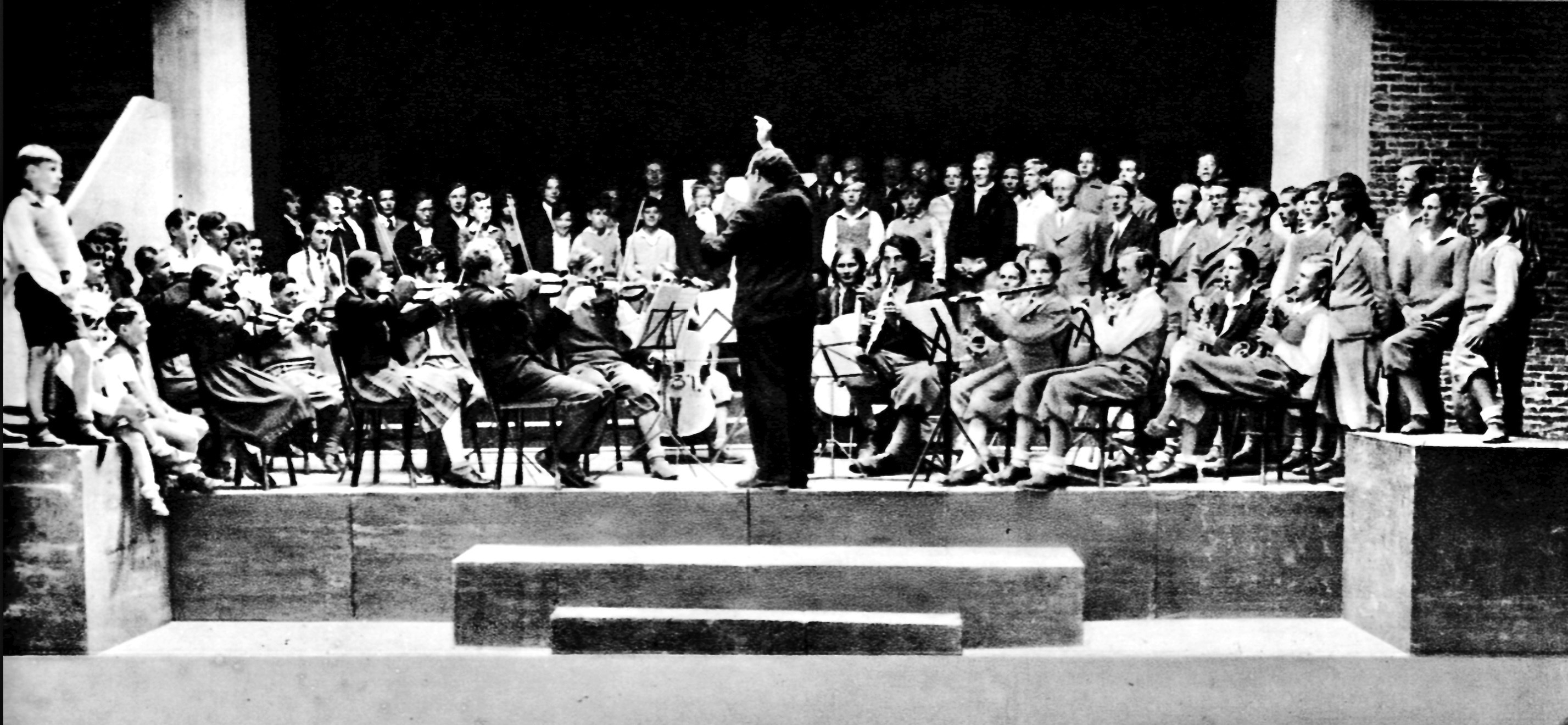
Jens Rohwer (Violine) 1931 unter der Leitung von Eduard Zuckmayer im Orchester der Schule am Meer auf Juist (links neben dem Dirigenten der vierte dunkelhaarige Streicher)

Jens Jürgen Rohwer erhielt ab dem Alter von neun Jahren Geigenunterricht und bald darauf auch Klavierunterricht. Er begann früh zu komponieren und durfte bereits im Alter von elf Jahren dem zu dieser Zeit in Kiel lehrenden Universitätsprofessor Fritz Stein eine eigene Klaviersonate vorspielen.
Nach dem Besuch der Volksschule und der Holstenschule in Neumünster war Rohwer von Oktober 1930 bis April 1933 Stipendiat des von Martin Luserke geleiteten reformpädagogischen Landerziehungsheims Schule am Meer auf der Nordseeinsel Juist. Dort wurde Rohwer von dem Komponisten und Konzertpianisten Eduard Zuckmayer sowie dem von Josef Wolfsthal ausgebildeten Violinisten Kurt Sydow musikalisch unterrichtet und lernte als Mitschülerin u. v. a. die spätere Komponistin Felicitas Kukuck kennen. Retrospektiv bezeichnete Rohwer seinen multibegabten Lehrer Luserke als hervorragenden Bach-Pianisten. Dessen stark musisch orientiertem Landschulheim, durch das Rohwer mit der Jugendbewegung und der daraus hervorgegangenen Jugendmusikbewegung in alltägliche Berührung kam, schrieb Rohwer zu, ihn während seiner Jugend am stärksten geprägt zu haben.
Nach dem Abitur, das er u. a. neben Rolf Pappiér im Loog auf Juist im März 1933 als einziger mit Auszeichnung ablegte, trat er dem Jungstahlhelm bei und begann ein Studium der Nationalökonomie, womit er vor dem Hintergrund der Fabriken seiner Familie das romantische Ziel verband, in industrielle bzw. gewerbliche Großbetriebe neue musische bzw. kulturelle Vorstellungen zu integrieren.
Seine erste Komposition, das Singspiel Der kleine Klaus und der große Klaus, erschien 1933 beim Voggenreiter-Verlag in Potsdam, den er durch Luserke vermittelt bekam. Dieser und weitere Verlage (Bärenreiter, Kallmeyer → Möseler), von denen teils Luserkes und Rohwers Werke verlegt wurden, waren Bestandteile der Jugendbewegung. Sie gewannen in der Folge während des ausgehenden Deutschen Kaiserreiches und vor allem im Verlauf der Weimarer Republik maßgeblichen Einfluss auf die Bündische Jugend und deren Mentalität, während der Zeit des Nationalsozialismus auf den Bund Deutscher Mädel (BDM) und die Hitlerjugend (HJ), die beide ganz bewusst die bündischen Rituale und Traditionen aufsogen, und ebenso auf die bundesrepublikanische Nachkriegsjugend der 1950er und 1960er Jahre.

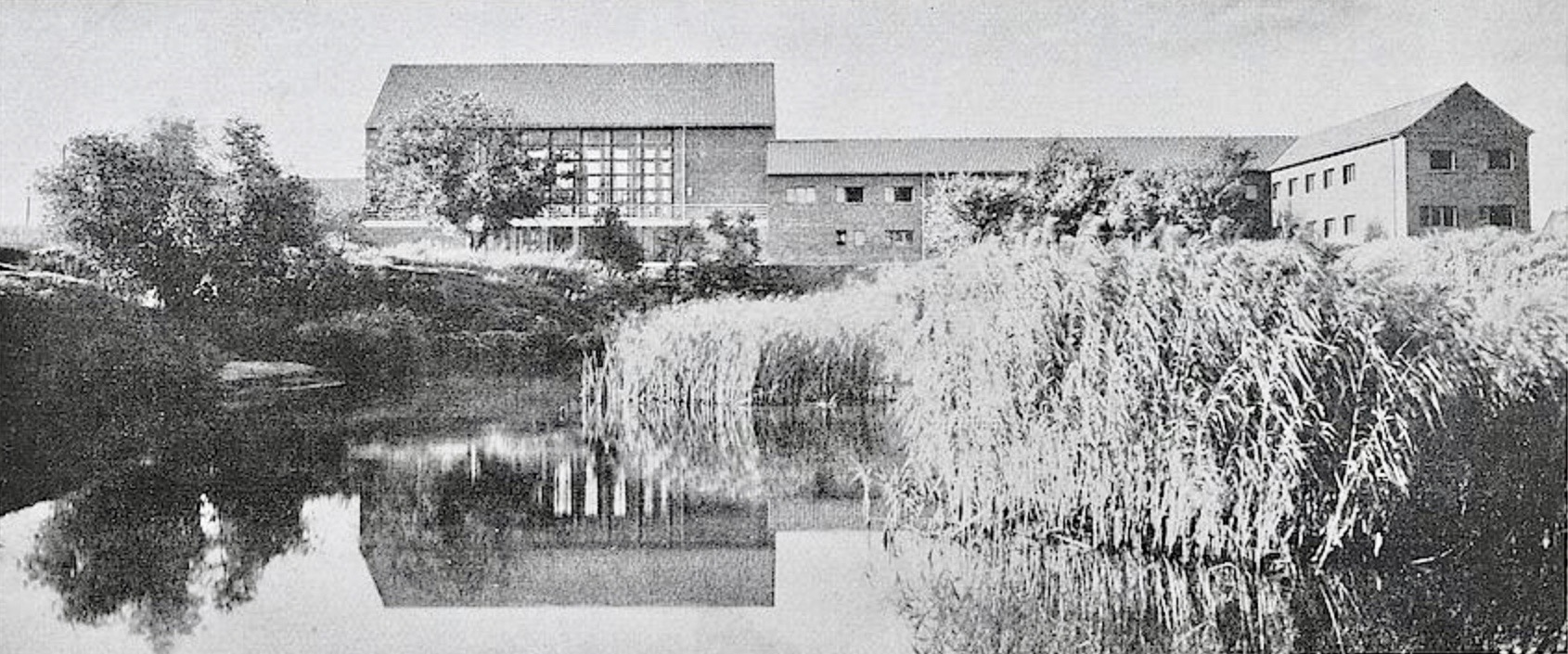
Rohwer studierte 1934/35 bei Georg Götsch im Musikheim Frankfurt an der Oder

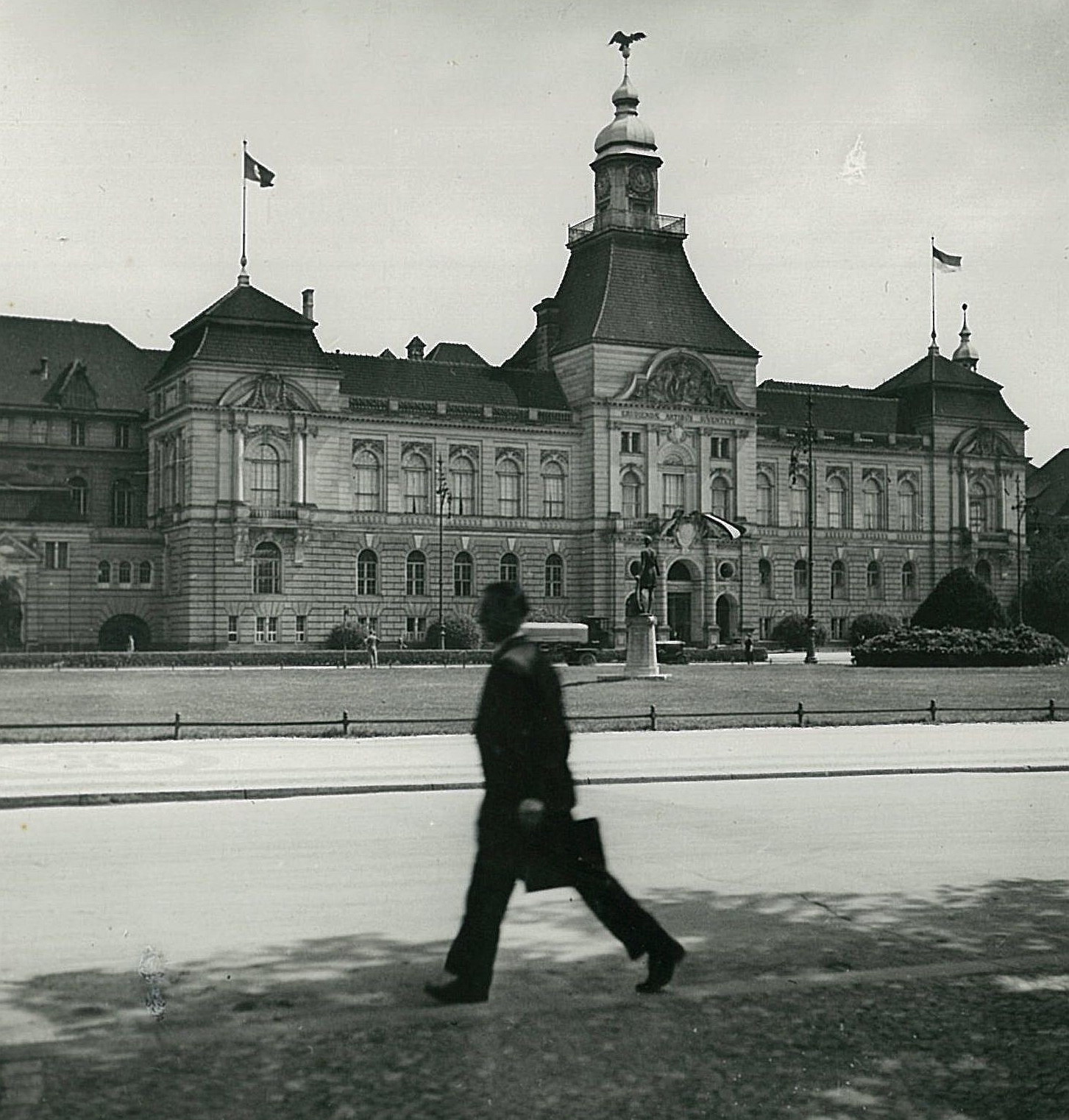
An der Hochschule für Musik in Berlin studierte Rohwer ab 1936 Schulmusik bei Paul Hindemith und Heinrich Spitta

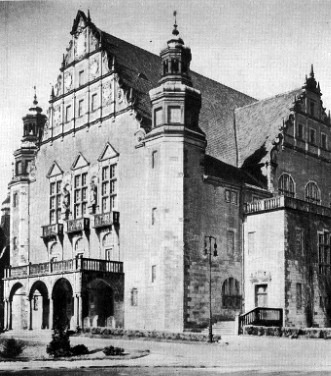
An der Reichsuniversität Posen setzte Rohwer nach seiner schweren Kriegsverwundung sein musikwissenschaftliches Studium bis zum Wintersemester 1944/45 fort

Nach raschem Wechsel der Fachrichtung studierte Rohwer 1934/35 bei Georg Götsch, der die Erziehung zum „musischen Menschen“ propagierte, im 1928 gegründeten Musikheim in Frankfurt an der Oder, wo er erneut auf Kurt Sydow traf, welcher von der im Frühjahr 1934 auf Juist geschlossenen Schule am Meer dorthin gewechselt war. Bei Paul Hindemith und Heinrich Spitta studierte Rohwer anschließend an der Hochschule für Musik in Berlin Schulmusik.
Obwohl er sich im NS-Studentenbund und im NS-Dozentenbund engagiert sowie Gebrauchsmusik im Sinne des Regimes vertont hatte, verbot das Amt Rosenberg wegen des eindeutig ersichtlichen christlichen Bezugs sein Oratorium Und da war Gottes Name.
Nach seinem Staatsexamen wurde er 1938 zum Wehrdienst einberufen und nach Kriegsbeginn während des Unternehmens Barbarossa 1941 in der Sowjetunion schwer verwundet. Während seiner Rekonvaleszenz kam er mit Fritz Jöde in Kontakt, der Schlüsselfigur der Jugendmusikbewegung vor 1933, einem Musikpädagogen des Wandervogels. Rohwer komponierte während dieser Zeit und veröffentlichte dreißig Lieder für Klavier mit selbst verfassten Gedichten nach einer Erzählung Adalbert Stifters.
Durch seine schwere Verwundung nicht mehr kriegsverwendungsfähig (k.v.), ließ er sich an die Gaumusikschule nach Posen abkommandieren, an der er zwischen 1943 und 1945 unter Direktor Georg Blumensaat (1901–1945) neben Kollegen wie Walter Sewigh (1878–1952) lehrte und gleichzeitig sein musikwissenschaftliches Studium an der Reichsuniversität Posen fortsetzte.
1944 komponierte und textete er u. a. das vor der Realität des zu dieser Zeit stattfindenden Vernichtungskrieges die Augen verschließende ideologiefreie Lied Wer nur den lieben langen Tag … Darin verhieß er einer „munteren, fürwahr, fröhlichen Schar“ die Reise ins „Jungbrunnenreich“, „solang die Welt nicht in Scherben fällt“, obwohl ihm in Posen die dort herrschenden Zustände nicht verborgen geblieben sein konnten.

„Diese Weltabgewandtheit des Textes, als ob nicht gerade einer der fürchterlichsten Kriege vor seiner Haustür stattfand, ist nahezu unvorstellbar. […] Wer sich mit dem Leben Rohwers, der Diskussion um ihn und seinen Schriften befaßt, lernt ihn als einen ernsten, manchmal naiven, aber immer ehrlichen Menschen kennen.“

Vor der heranrückenden Roten Armee floh er Anfang 1945 vom deutsch okkupierten Reichsgau Wartheland unter sehr erschwerten Bedingungen ins Elternhaus nach Neumünster, zumal seine Kriegsverletzung erneut der Behandlung bedurfte.
Von seinen Kompositionen für NS-Liedgut distanzierte sich Rohwer in der Nachkriegszeit und entschuldigte sich explizit. Erst nach Kriegsende habe er „das menschenverachtende und verbrecherische Wesen des Nationalsozialismus“ erkannt, und es sei ihm „schmerzlich bewusst“ geworden, „… wie nah die bündisch organisierte, völkisch gesinnte Jugendbewegung dem Nationalsozialismus gestanden“ habe. Jens Rohwer sei „auch in Anbetracht seiner politischen Holzwege in jungen Jahren trotzdem nicht als Opportunist einzustufen“.
In der unmittelbaren Nachkriegszeit wurden seine einstimmigen Lieder, vor allem aus der Sammlung „Das Wunschlied“, durch Fritz Jöde, Gottfried Wolters und viele weitere Musikpädagogen verbreitet. Dazu trug zweifellos bei, dass Rohwers Lied „Wer nur den lieben langen Tag…“ musikalisch sehr eingängig war.

„…wie hier ein metrischer Dreiertakt ständig durch übergelagertes Vierermetrum und rein melodische Linearität in Spannung gerät und sich selbst zu einem Höhepunkt überhöht und dann zu einem logischen Schluß treibt: das ist wahrlich gekonnt und weist Rohwer als einen großen Melodiker aus. Wenn er doch keine Texte geschrieben hätte!“

Auch sein Musikantenkanon „Fa la la la la la la la la la la, musica“ ist durch Fröhlichkeit, die Freude an der Musik und am Gesang gekennzeichnet: „Fa la la la la la la la la la la, musica, musica, musica, fa la la la la la la la la la la, artium suprema est. Hundertfach geschwungen, gehupft wie gesprungen, jeder Ton ein Fest. Fa la la la la la la la la la la, musica, musica, musica, fa la la la la la la la la la la, artium suprema est. Munter, munter! Kunterbunter Kontrapunkt, doch ah, die Einigkeit ist doch da, die harmonia, die harmonia, die Harmonie, ja!“ (1. Strophe, F-Dur, mindestens drei Kinder- oder Frauenstimmen) Dieser Kanon hat im deutschen Sprachraum, teils aber auch international, viele Schüler, Studierende und Erwachsene geprägt.
Rohwer war ab 1946 an der Landesmusikschule Schleswig-Holstein in Lübeck für Komposition, Tonsatz und Gehörbildung tätig, an der er auch nach deren Neugründung 1950 als Schleswig-Holsteinische Musikakademie und Norddeutsche Orgelschule weiter lehrte. Er leitete sie von 1955 bis 1971 als Direktor.

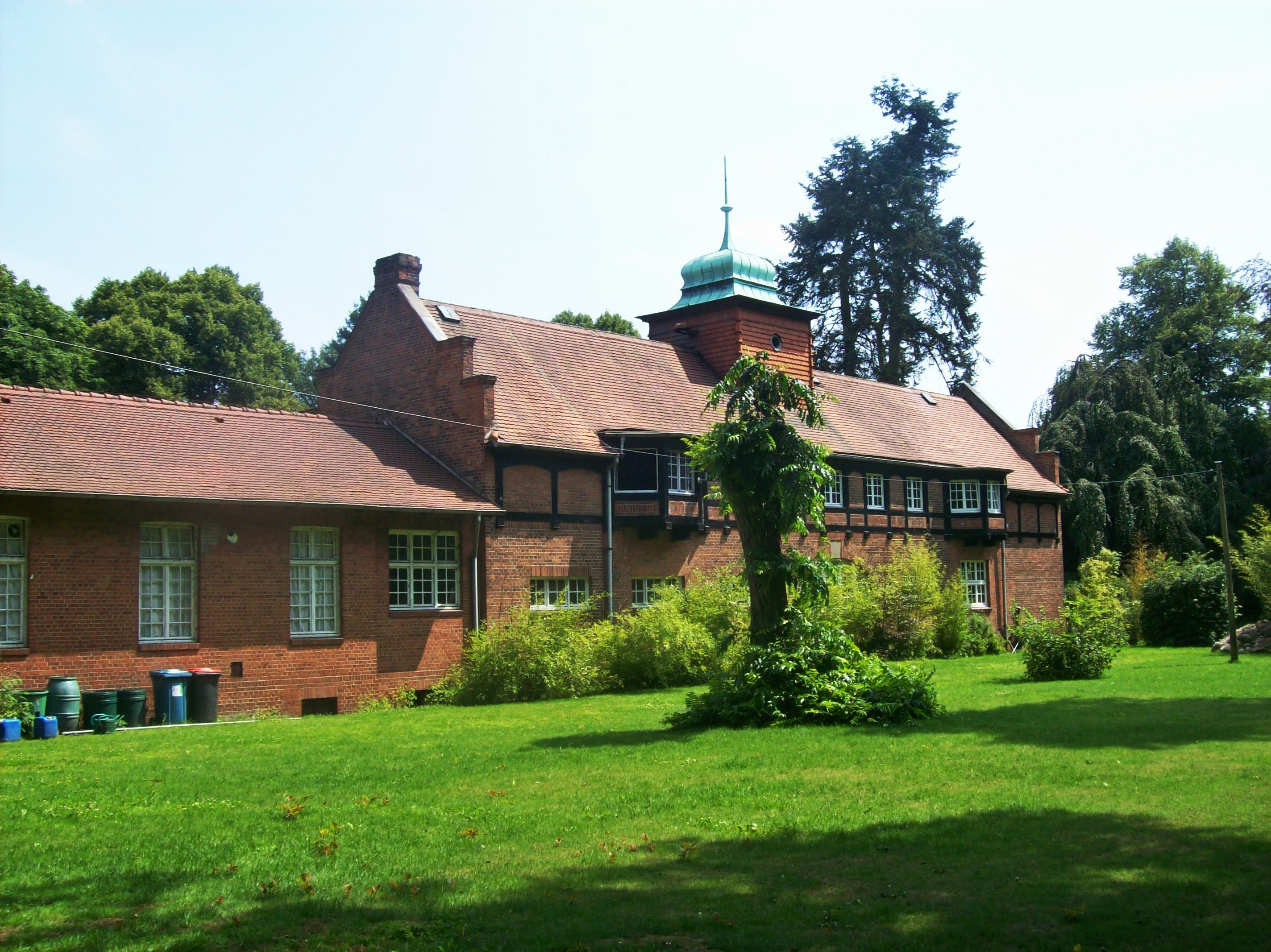
Rohwer wirkte in den 1950er Jahren auch am Jugendhof Barsbüttel

Rohwer leitete die „Arbeitswochen für neue Kompositionen“ des Jugendhofes Barsbüttel und war Gründer des Barsbütteler Arbeitskreises für neue Komposition, in dem er nach 1950 Komponisten und Musiktheoretiker der Hochschulen zusammenbrachte. Zu den Mitgliedern des Kreises zählten Wilhelm Keller, Manfred Kluge, Friedrich Neumann und andere.
Der auch in der alten Bundesrepublik jugendbewegte Rohwer vertrat weiterhin das Neue Jugendlied und verteidigte seinen Standpunkt Mitte der 1950er Jahre auch in einem Hörfunk-Disput beim Hessischen Rundfunk gegen Theodor W. Adorno. Rohwer blieb bemüht, von ihm als positiv erachtete Werte der Jugendbewegung, insbesondere der Jugendmusikbewegung mit ihren Idealen des gemeinschaftlichen Musizierens durch Laien, von der NS-Ideologie der Volksgemeinschaft zu trennen. Er vertrat auch die Förderung und Pflege traditioneller und neuer Volkslieder.
Rohwer studierte Musikwissenschaft bei Friedrich Blume an der Christian-Albrechts-Universität in Kiel und wurde dort 1958 mit der Dissertation Der Sonanzfaktor im Tonsystem promoviert. Von 1972 bis 1980 lehrte er als Professor an der Musikhochschule Lübeck.
In den 1970er und 1980er Jahren trat er öffentlich für die Ziele von Amnesty International ein und setzte sich nach 1967/1968 kritisch mit der politisch-gesellschaftlichen Entwicklung auseinander.

„Tatsächlich hat unser Staat, insbesondere seit 1967 (Apo), allen aufkommenden Bestrebungen zu gesellschafts- und wirtschaftspolitischen Veränderungen sein hartes NEIN entgegengesetzt, hat alles links von der SPD sich regende sozialistische und antikapitalistische Denken als staatsfeindlich, ja, als grundgesetzwidrig abgestempelt und damit einer Jahr für Jahr wachsenden Masse teilweise hochbegabter junger Menschen, die sich politisch zu engagierten strebten, solches Engagement praktisch zunichte gemacht, verteufelt, verbaut, diskussionslos verboten.“

Am 20. Februar 1993 wurde Rohwer in Anerkennung seiner besonderen Verdienste um die Musikhochschule Lübeck die Ehrensenatorenwürde verliehen.
Am 4. Juni 1994 starb Rohwer nach schwerer Krankheit vier Wochen vor Vollendung seines 80. Lebensjahres. Er wird als ein Mensch beschrieben, „der niemanden gleichgültig ließ, der viele faszinieren und musikalisch inspirieren konnte, der andererseits aber auch aneckte und polarisierte. Indifferenz und Lauheit blieben ihm zeitlebens fremd“.

## Werke (Auszug)
Zu Rohwers wissenschaftlichen Hauptwerken zählen Tonale Instruktionen und Beiträge zur Kompositionslehre (1951), Neueste Musik. Ein kritischer Bericht (1964) und Die harmonischen Grundlagen der Musik (1970). Darüber hinaus komponierte er Orchester-, Kammer- und Orgelmusik, Oratorien, Kantaten sowie Chorwerke. Hierbei gewannen auch „pädagogische, anthropologische und gesellschaftskritische Gesichtspunkte“ zunehmend an Bedeutung.
Besonders bekannt war Rohwer jedoch für seine Lieder und Kanons wie etwa „Wer nur den lieben langen Tag…“ („Das Jungbrunnenreich“), die vor allem in den 1950er und 1960er Jahren durch Liederbücher wie Ars Musica (herausgegeben von Gottfried Wolters) und Die Mundorgel weit verbreitet waren.
- Der kleine Klaus und der große Klaus. Singe-Spiel für Kinder (nach Andersens Märchen). Ludwig Voggenreiter Verlag, Potsdam 1934. OCLC 72698162
- Der Hagestolz. 30 Lieder für Singstimme (Männer- oder Frauenstimme, mittel) und Klavier zu der gleichnamigen Erzählung von Adalbert Stifter. Ludwig Voggenreiter Verlag, Potsdam 1942. OCLC 248752924
- Das Tagelied. Eine Chorsuite für gleiche Stimmen. Ludwig Voggenreiter Verlag, Potsdam 1944. OCLC 935113496
- Kleine Sonate für Violoncello (Bratsche) und Klavier. Ludwig Voggenreiter Verlag, Potsdam 1944. OCLC 724165662
- Der Mond ist aufgegangen. Motette für gemischten Chor, Sopran-Solo und Gemeinschaftsgesang. Karl Heinrich Möseler Verlag, Wolfenbüttel 1947. OCLC 165366730
- Liedpostkarte. Nr. 4. Komm nun, weihnachtlicher Geist. Karl Heinrich Möseler Verlag, Wolfenbüttel 1948. OCLC 73537653
- mit Gottfried Wolters: Wir woll'n im grünen Wald. Karl Heinrich Möseler Verlag, Wolfenbüttel 1949. OCLC 914970326
- Tonale Instruktionen und Beiträge zur Kompositionslehre nebst einem Beispielbuch mit 145 kleinen Klavierstücken und einem Vokalsatz. Karl Heinrich Möseler Verlag, Wolfenbüttel 1949. OCLC 832671637
- Die sieben Kerzen. Ein Weihnachtsmysterium. Ein Liederspiel für dreistimmigen Frauen- oder Jugendchor, Sopran-c-Flöte, Tasteninstrument (Cembalo, Klavichord, Klavier oder Orgel), sieben kleine Kinder (5-10) Jahre und Gemeinschaftsgesang nach Belieben. Karl Heinrich Möseler Verlag, Wolfenbüttel 1949. OCLC 935112645
- Die liebe Sonne. Tonger, Rodenkirchen 1950. OCLC 935135585
- Das Wunschlied. Karl Heinrich Möseler Verlag, Wolfenbüttel 1951. OCLC 633968592
- Nun bitten wir den heiligen Geist : Gemeindemotette für gemischten Chor, Gemeindegesang und Sopran-Solo. Karl Heinrich Möseler Verlag, Wolfenbüttel ca. 1951. OCLC 830675367
- Ausgriffe – kleine Klavierstücke für Haus und Unterricht, leicht bis mittelschwer. Karl Heinrich Möseler Verlag, Wolfenbüttel 1953. OCLC 247928308
- Drei Partiten für Violine Solo. Karl Heinrich Möseler Verlag, Wolfenbüttel 1953. OCLC 247927416
- Vom reichen Leben. Eine Chorsuite um Lust und Leid des Herzens, für gemischten Chor a cappella und Bariton-Solo. Karl Heinrich Möseler Verlag, Wolfenbüttel 1953. OCLC 246407695
- Heptameron. Eine vierstimmige Suite für Gitarren. Breitkopf & Härtel, Wiesbaden 1954 (= PB/OB. Band 3730). OCLC 472761320
- Kleine Serenade für Klavier zu vier Händen. Heinrichshofen, Wilhelmshaven 1953. OCLC 505566917
- Familienmusik. Sehr leichte bis leichte Spielweisen mit Singtexten, für c-Flöte (oder Geige) mit Begleitung von Klavier, Cembalo oder Streichtrio oder Fideltrio – nach Gefallen auch zum Singen. Karl Heinrich Möseler Verlag, Wolfenbüttel 1954. OCLC 258648725
- Komm mit ins klingende Neuland. Eine Musizierblattreihe kleiner Musiken für allerlei vokale und instrumentale Besetzungen einfachster Art zur Einführung in die neue Musik in Schule, Haus und Sing- und Spielkreis. Karl Heinrich Möseler Verlag, Wolfenbüttel o. J. OCLC 313757971
- Einfache Singsätze zum Zusammenbauen aus selbständigen Stimmen für gleiche oder gemischte Stimmen, auch mit Instrumenten ad. lib., für Schule, Haus, Singkreis, gesellige Gelegenheiten und offene Singen. B. Schott’s Söhne, Mainz, London, Paris, New York 1955. OCLC 966071548
- Sonate für Klarinette in B und Klavier. Karl Heinrich Möseler Verlag, Wolfenbüttel 1955. OCLC 960968129
- Das Wunschlied. Karl Heinrich Möseler Verlag, Wolfenbüttel 1956. OCLC 248752737
- Wach auf, wach auf, 's ist höchste Zeit. Choralkonzert aus 11 Versen in einem Satz für Streichorchester und gemischten Chor ad lib. Breitkopf & Härtel, Wiesbaden 1956. OCLC 683352535
- Perpetua. Leichte Sätze zu bekannten Volks- und Jugendliedern zum Singen und Spielen in jeder Besetzung, rasch auswendig zu lernen, mit Strophen-Brücken. Karl Heinrich Möseler Verlag, Wolfenbüttel 1956. OCLC 174202641
- Ihr Völker, bringet her dem Herrn – Spruch aus Psalm 96. Breitkopf & Härtel, Wiesbaden 1959. OCLC 933730545
- Über ein kleines so werdet ihr mich nicht sehen – Johannes 16, 16 und 20. Breitkopf & Härtel, Wiesbaden 1959. OCLC 933730531
- Ich danke dem Herrn – Psalm 111. Breitkopf & Härtel, Wiesbaden 1959. OCLC 933730322
- Der Herr sendet eine Erlösung – Spruch aus Psalm 111. Breitkopf & Härtel, Wiesbaden 1959. OCLC 933730323
- Wenn des Menschen Sohn kommen wird – Matthäus 25, 31–46. Breitkopf & Härtel, Wiesbaden 1959. OCLC 933730471
- Herr, erhöre mein Gebet – Psalm 143. Breitkopf & Härtel, Wiesbaden 1959. OCLC 933730556
- mit Helmut Segler: Galopede. Gustav Bosse Verlag, Regensburg 1960. OCLC 249668953
- Drei hübsche Mädchen. 15 Liedsätze mit Vorspann-Kanons zum Singen und Spielen, Tenor ad lib. B. Schott's Söhne, Mainz, London, Paris, New York 1961. OCLC 833532439
- Der treue Begleiter – zweistimmige Kanons für Sopran und Baß oder Melodieinstrumente oder ein Tasteninstrument. Karl Heinrich Möseler Verlag, Wolfenbüttel 1961. OCLC 255528507
- Sieben Mädchenlieder nach slowakischen Volksliedtexten für 3-stimmigen gemischten Chor a cappella. B. Schott's Söhne, Mainz, London, Paris, New York 1961. OCLC 179948801
- Sonate concertante für Blockflöte oder Violine und Klavier. Karl Heinrich Möseler Verlag, Wolfenbüttel 1961. OCLC 3392571
- Weinheber-Chansons für 5 gemischte Stimmen. Karl Heinrich Möseler Verlag, Wolfenbüttel 1962. OCLC 48718733
- Sonate für Cembalo und Bratsche oder ein anderes Melodieinstrument: Violine, Alt-Blockflöte, Diskant=Gambe oder Fidel. Karl Heinrich Möseler Verlag, Wolfenbüttel 1963. OCLC 248094016
- Kammerkonzert für Violine, Viola und Streichorchester. Karl Heinrich Möseler Verlag, Wolfenbüttel 1963. OCLC 165492967
- Trio für Oboe, Violine und Bratsche. Karl Heinrich Möseler Verlag, Wolfenbüttel 1963. OCLC 80490662
- Neueste Musik – Ein kritischer Bericht. Ernst Klett Verlag, Stuttgart 1964. OCLC 978114544
- Septentrio Christus Triumphator. 3 Motetten (Trivium) und 4 Orgelfantasien (Quadrivium). 2 Vier Orgel-Fantasien. Karl Heinrich Möseler Verlag, Wolfenbüttel 1965. OCLC 248093282
- Systematische Musiktheorie – Anmerkungen zum Begriff einer wissenschaftlichen Disziplin. In: Festschrift für Walter Wiora zum 30. Dezember 1966, hrsg. von Ludwig Finscher und Christoph-Hellmut Mahling (Geleitwort von Joseph Müller-Blattau). OCLC 842453331
- mit Netti Bos, Tony Jaanus-Rebel, Bert van 't Hoff, Marinus Voorberg, N.C.R.V. Vocaalensemble: Christus triumphator. Septentrio aus drei Motetten (Trivium) und vier Orgelfantasien (Quadrivium) über Ostern, Himmelfahrt und Pfingsten nach Worten des Neuen Testaments und Liedern des Komponisten. LP, Vols 1–2, Camerata, Hamburg-Harburg 1966. OCLC 17454358
- Des lasst uns alle fröhlich sein. Weihnachts- und Vorweihnachtslieder in Klaviersätzen. Karl Heinrich Möseler Verlag, Wolfenbüttel 1967. OCLC 833558980
- Sinn und Unsinn der Musik – Versuch einer musikalischen Sinnbegriffs-Aanalyse. Karl Heinrich Möseler Verlag, Wolfenbüttel, Zürich 1969. OCLC 963434375
- Streichquartett 1968. Karl Heinrich Möseler Verlag, Wolfenbüttel 1970. OCLC 248049863
- Die harmonischen Grundlagen der Musik. Bärenreiter-Verlag, Kassel, Basel 1970. OCLC 680318633 (entspricht Rohwers Dissertation „Der Sonanzfaktor im Tonsystem“ von 1958)
- 15 leichte bis mittelschwere zweistimmige Klavierstücke in elementarer bis geweiteter Tonalität. Karl Heinrich Möseler Verlag, Wolfenbüttel 1971. OCLC 248408778
- Die Seligpreisungen. Ein Lobgesang für Chor und Gemeinde. Bärenreiter-Verlag, Kassel 1971. OCLC 984913248
- Lob und Preis. Chorsatz mit einer Männerstimme. Karl Heinrich Möseler Verlag, Wolfenbüttel 1972. OCLC 70743103
- 20 leichte bis mittelschwere zwei- und dreistimmige Klavierstücke in elementarer bis geweiteter Tonalität. Karl Heinrich Möseler Verlag, Wolfenbüttel 1972. OCLC 248408402
- mit Hermann Wagner: Lob und Preis. Chorsätze mit einer Männerstimme. Karl Heinrich Möseler Verlag, Wolfenbüttel 1972. OCLC 248092118
- Die Verlesung des Paulusbriefes. Karl Heinrich Möseler Verlag, Wolfenbüttel 1973. OCLC 247984275
- Lieder und Songs aus unserer Zeit. Für Chor oder/und instrumental begleiteten Gemeinde- oder Einzelgesang. Melodien und Sätze. Karl Heinrich Möseler Verlag, Wolfenbüttel 1975. OCLC 247919764
- Fremdlinge (1961). Karl Heinrich Möseler Verlag, Wolfenbüttel 1980. OCLC 256352441
- Das Unmögliche. 5 Miniaturen in Erinnerung an Manfred Kluge (1975). Karl Heinrich Möseler Verlag, Wolfenbüttel 1980. OCLC 256353165
- Die Gesänge der Abgeschiedenen (1952). Karl Heinrich Möseler Verlag, Wolfenbüttel 1980. OCLC 256353157
- Netzwerk für Klavier. Karl Heinrich Möseler Verlag, Wolfenbüttel 1983. OCLC 165835207
- Einmal wird Friede sein. Lieder für unsere Zeit. Eres, Lilienthal 1986. OCLC 256257443
- Dunkelt das Land nun. Chorsatz für 4 Männerstimmen. Karl Heinrich Möseler Verlag, Wolfenbüttel 1987. OCLC 553916156
- Fritz Jödes Musikauffassung und spezifische Musikalität am Beispiel seiner Analysen einiger Inventionen J. S. Bachs. In: Karl-Heinz Reinfandt (Hrsg.): Die Jugendmusikbewegung – Impulse und Wirkungen, Karl Heinrich Möseler Verlag, Wolfenbüttel und Zürich 1987, S. 22–36.
- Kleine geistliche Hausmusik – 31 Inventionen für ein Tasteninstrument – zum Zusammenspiel mit Liedern des Evangelischen Gesangbuchs. Hahnel, Bergisch Gladbach 1989. OCLC 935820330

## Sonstige Veröffentlichungen (Auszug)
- Das Grab des unbekannten Komponisten. In: Zeitschrift für Musik, 113 (1952), S. 545–548.
- Junge Musik – Bewegung im Feuer der Kritik. In: Junge Musik, 1953, S. 107–111. und 141–148.
- Wie komponiert man? Streiflicht aus einer Handwerkswoche für Tonsatz im Jugendhof Barsbüttel. In: Junge Musik, 1954, S. 45–58.
- Zur Frage der Natur der Tonalität und des auditiven Musikbegriffs. In: Die Musikforschung. 7 (1954), S. 129–142.
- Das andere Lied. Ein Beitrag zur Frage des Singens in der Schule. In: Musik im Unterricht, 45 (1954), S. 303.
- Komm mit ins klingende Neuland – Bemerkungen zu der gleichnamigen Musikblattreihe (Möseler-Verlag Wolfenbüttel). In: Junge Musik, 1955, S. 166–169.
- Martin Luserke: Mensch – Pädagoge – Dichter. In: Hinrich Jantzen: Namen und Werke – Biographien und Beiträge zur Soziologie der Jugendbewegung. Band 2. Dipa-Verlag, Frankfurt am Main 1974, ISBN 3-7638-0252-5, S. 235–242.
- Revolution zur Guten Kultur – Studien und Fantasien zu einer individual-sozialen, herrschaftsfreien Gesellschaftsordnung. Karin Kramer Verlag, Berlin 1980. ISBN 3-87956-129-X.

## Korrespondenz (Auszug)
Rohwer korrespondierte mit einer Vielzahl von Persönlichkeiten, darunter beispielsweise Matthias Aeschbacher, Helene Aeschlimann, Karl Ahrens, Erich Altwein, Hans Joachim Barth, Gert Bastian, Alfred von Beckerath, Lukas Beckmann, Martin Behrmann, Günter Bialas, Erich Bitterhof (1915–1995), Norbert Blüm, Friedrich Blume, Hans Friedrich Blunck, Ludwig Bölkow, Wolfgang Boetticher, Helmut Bornefeld, Achim von Borries, Volker Bräutigam, Gerhard Braun, Wilhelm Bräck, Walter Bröcker, Otto Brodde, Wilhelm Brückner-Rüggeberg, Ernesto Cardenal, Hans Chemin-Petit, Hermann Claudius, Karl Otto Conrady, Manfred Coppik, Georg von Dadelsen, Carl Dahlhaus, Johann Nepomuk David, Ulrich Dibelius, Erich Doflein, Adolf Drescher, Dieter Einfeldt, Erhard Eppler, Karl Gustav Fellerer, Iring Fetscher, Hermann Fey, Kurt Fiebig, Wolfgang Fietkau, Dietrich Fischer-Dieskau, Klaus Fischer-Dieskau, Ossip K. Flechtheim, Günter Fork, Peter Fuchs (* 1925), Ivan Galamian, Norbert Gansel, Hans Gebhard, Roger George, Walter Georgii, Hans Gercke (* 1941), Walter Gerwig, Hermann Giesecke, Herbert Giffei, Franzpeter Goebels, Rüdiger Görner, Georg Götsch, Julius Gold, Helmut Gollwitzer, Hans Grischkat, Marianne Gronemeyer, Kurt Gudewill, Peter Gülke, Aldona Gustas, Hans-Jürgen Häßler, Mathias Hartmann, Werner Heider, Hans Heinz Heldmann, Robert Maximilian Helmschrott, Carla Henius, Kurt Honolka, Dore Hoyer, Hans-Olaf Hudemann, Günther Jansen, Peter Cornelius Jansen, Fritz Jeßler, Pascual Jordan, Fritz Jöde, Hermann Keller, Wilhelm Keller, Hubert H. Kelter, Ida Kerkovius, Manfred Kluge, Armin Knab, Ernst-Lothar von Knorr, Gottfried Michael Koenig, Alfred Koerppen, Karl Michael Komma, Walter Kraft, Detlef Kraus, Wilfried Krüger, Kurt Kunert, Felicitas Kukuck, Jiří Laburda, Konrad Lechner, Gerhard Leibholz, György Ligeti, Norbert Linke, Elisabeth Lorenz, Dieter Luserke (1918–2005), Martin Luserke, Ursula Luserke (* 1910), Dietrich Manicke, Kurt Marti, Karl Marx, Erhard Mauersberger (1903–1982), Siegfried Melchinger, Hans Mersmann, Hans Joachim Moser, Diether de la Motte, Wolf-Dieter Narr, Friedrich Neumann, Hans-Jürgen Netz, Peter von Oertzen, Claus Offe, Christiane Michel-Ostertun, Gert von Paczensky, Herbert Patzelt, Roland Ploeger, Hannsheinz Porst, Hans Poser, Hermann Prey, Fred K. Prieberg, Edgar Rabsch, Adalbert Rang, Günter Raphael, Josef Reding, Hans-Peter Reinecke, Christoph Richter, Helmuth Rilling, Wilfried Rittau, Hans Robinsohn, Uwe Röhl, Jürgen Roth, Martin Ruhnke, Walter Salmen, Herbert Saß, Herwarth von Schade, Joachim Schwarz, Heinrich Spitta, Kurt Sydow, …

## Funktionen
- 1955–1971: Direktor der Schleswig-Holsteinischen Musikakademie und Norddeutschen Orgelschule sowie der daraus hervorgegangenen Staatlichen Fachhochschule für Musik[39][2]
- seit 1993: Ehrensenator der Musikhochschule Lübeck[35][36]

## Auszeichnungen und Ehrungen
- 1952: Schleswig-Holsteinischer Kulturpreis[39][40]
- 1993: Ernennung zum Ehrensenator der Musikhochschule Lübeck[35][36]
- 2014: Ehrung anlässlich des 100. Geburtstages und 20. Todestages durch die Schleswig-Holsteinische Landesbibliothek in Kiel[39]
- 2015: Gedenkkonzert anlässlich des 100. Geburtstages und 20. Todestages mit den Hamburg Chamber Players und der Sopranistin Lisa Schmalz in der Stadtbücherei Neumünster[28][41][42]

## Audio
- Jens Rohwer neuer Direktor der Musikakademie Lübeck, Interview von Ingrid Lorenzen, NDR, 13. Oktober 1956, 3:38 Min., auf: ndr.de
- Wer nur den lieben langen Tag… (Jens Rohwer, 1944), 2:38 Min; youtube.de
- Australian National Choral Association/SCUNA Canberra & University of Canberra Chorale, conducted by Johanna McBride (9. Juni 2013): Musikantenkanon „Fa la la la la la la la la la la, musica“ (Jens Rohwer), 1:52 Min; youtube.com